# Бини и призракът
„Бини и призракът“ (на немски: Binny und der Geist) е немски телевизионен сериал, продуциран от UFA Fiction заедно с Disney Channel Germany. Излъчва се от 23 март 2013 г. до 15 май 2016 г.

## Сюжет
След като Бини Бауман и нейните родители се местят в старо имение в Берлин, тя открива, че има за съквартирант призрака на 14-годишно момче. Мелхиор бил роден в старо благородническо семейство през 1899 г. и няма представа защо се е превърнал в призрак в семейното имение. Двамата заедно научават, че за да се отърве от своя неканен гост, Бини трябва да помогне на Мелхиор да разреши голямата загадка за своята самоличност и минало. Макар че двамата имат своите различия, те обединяват сили и се превръщат в тандем детективи – разрешават вълнуващи мистерии и същевременно се забавляват много!

## Сезон 1
В новия си дом Бини открива магически часовник, който отваря прозорец към света на духовете. Тя се запознава с призрака Мелхиор. Двамата не желаят да съжителстват заедно, но постепенно се примиряват. Помагат си в разрешаването на загадки и разкриват много измамници. Научават, че има още вълшебни часовници и Ловци, които ги търсят. Бини и Мелхиор намират улики, оставени от родителите на Мелхиор, които ги отвеждат до втори часовник. Те трябва да намерят пазител за него. Ловците, Хубертос и Бодо, са твърдо решени да вземат и двата часовника, всеки от които дарява по сто години живот. Бини е принудена да разкрие тайната на приятелката си Лука. Ловците отвличат Лука и искат часовниците като откуп. Бини и Мелхиор нямат избор, освен да ги дадат. Мелхиор проследява Бодо до скривалището на Ловците, където Хубертос замразява Бодо с Ледения часовник и примамва Бини в капан. Бодо спасява Мелхиор и Бини, като отнема оставащите на Хубертос години, и изчезва с два часовника, а три остават у Бини.

## Сезон 2
Мелхиор и Бини имат информацията на Хубертос за часовниците, но за да я прочетат, първо трябва да разбият кода, което не им е лесно. Бодо неволно освобождава призрака на Ред Торн, най-великия Ловец на часовници. Ред иска да вземе всички часовници, защото така ще може да контролира времето. Бодо се превръща в малко детенце и успява да открадне часовниците, заедно с карта към Златния часовник, но изгубва раницата. Бини и Мелхиор намират часовника. Ред се опитва да ги измами, но бива разобличен от призрак на име Леонина, неговата бивша годеница. Той превръща Бодо в призрак и себе си в човек, после подмамва Бини, Бодо и Мелхиор в капан. Превръща Мелхиор в човек и го убеждава да му донесе часовниците. Мелхиор обаче го подвежда и спасява Бини, а Ред изчезва в небитието.

## Герои
- Бини Бауман (в ролята: Мерле Юшка) Смела и с бърз ум, Бини е много любознателна и обожава да разследва разни неща. Тя обича да решава загадки и е най-подходящия помощник на Мелхиор в разкриването на престъпления и в разгадаването на мистерията на неговото минало.
- Мелхиор фон унд цу Панке (в ролята: Йоханес Халерфорден) Мелхиор е призракът, който живее с Бини. Той е доста очарователен и готин за човек от миналия век! Обича да погажда номера на хората и често се бъзика с тях.
- Ванда (в ролята: Катрин Вихман) Винаги пълна с положителна енергия и самото олицетворение на оптимизма, майката на Бини – Ванда е много грижовна и любяща.
- Роналд (в ролята: Щефен Грот) Тъй като е професионален архитект, бащата на Бини – Роналд вечно поправя нещо из новата им къща. Той не вярва в призраци и не знае за свръхестествената тайна на Бини.
- Хубертус (в ролята: Щефан Вайнерт) Малко се знае за този загадъчен злодей, но едно е сигурно – той иска да превземе света, като завладее Вълшебните часовници, и е решен да се докопа до джобния часовник на Мелхиор…
- Бодо (в ролята: Щефан Бекер) Бодо е не особено умният помощник на Хубертус и му съдейства да изпълни своя зъл план. Той обаче има тайното намерение – някой ден да завземе властта.

## Епизоди
| Епизод № | Продуцент       | Сценарии     | В Германия       | В България       |
| -------- | --------------- | ------------ | ---------------- | ---------------- |
| 1        | Sven Bohse      | Vivien Hoppe | 23 март 2013     | 14 декември 2014 |
| 2        | Nico Zingelmann | Vivien Hoppe | 2 ноември 2014   | 21 декември 2014 |
| 3        | Nico Zingelmann | Vivien Hoppe | 9 ноември 2014   | 28 декември 2014 |
| 4        | Nico Zingelmann | Vivien Hoppe | 16 ноември 2014  | 2 януари 2015    |
| 5        | Nico Zingelmann | Vivien Hoppe | 23 ноември 2014  | 2 януари 2015    |
| 6        | Nico Zingelmann | Vivien Hoppe | 30 ноември 2014  | 18 януари 2015   |
| 7        | Nico Zingelmann | Vivien Hoppe | 7 декември 2014  | 25 януари 2015   |
| 8        | Nico Zingelmann | Vivien Hoppe | 14 декември 2014 | 1 февруари 2015  |
| 9        | Nico Zingelmann | Vivien Hoppe | 21 декември 2014 | 18 май 2015      |
| 10       | Andy Fetscher   | Vivien Hoppe | 28 декември 2014 | 19 май 2015      |
| 11       | Andy Fetscher   | Vivien Hoppe | 4 януари 2015    | 20 май 2015      |
| 12       | Andy Fetscher   | Vivien Hoppe | 11 януари 2015   | 21 май 2015      |
| 13       | Andy Fetscher   | Vivien Hoppe | 18 януари 2015   | 22 май 2015      |